# Bioplanes
Genre
Bioplanes est un genre d'insectes coléoptères de la famille des Tenebrionidae.
En Europe, ce genre n'est représenté que par une seule espèce :
- Bioplanes meridionalis Mulsant, 1854